# Crazy Frog Presents Crazy Hits
Crazy Hits — debiutancki album Crazy Froga wydany w 2005 roku.

## Lista utworów

### Wersja amerykańska
1. "Intro"
2. "Axel F Theme"
3. "We Like to Party"
4. "Get Ready For This"
5. "I Like To Move It"
6. "Who Let the Frog Out"
7. "Popcorn"
8. "Pump Up the Jam"
9. "Whoomp! (There It Is)"
10. "In the 80's"
11. "Crazy Frog Sounds"
12. "Hip Hop Hooray"

### Wersja europejska
1. Intro
2. Axel F
3. Popcorn
4. Whoompi (There It Is)
5. 1001 Nights
6. Bailando
7. Don't You Want Me
8. Dirty Frog
9. Magic Melody
10. Pump Up The Jam
11. In The 80's
12. Pinocchio
13. Wonderland
14. Dallas (Theme)
15. The Pink Panther
16. Crazy Sounds (Acapella)

### Crazy Hits – Platinum Edition
Crazy Hits – Platinum Edition to edycja specjalna albumu wydana w wersji dwupłytowej w 2005 na terenie Europy, w tym w Polsce. To wydawnictwo uzyskało status podwójnie platynowej płyty.
CD 1
1. "Intro"
2. "Axel F"
3. "Popcorn Whoomp ! (There It Is)"
4. "1001 Nights"
5. "Bailando"
6. "Don't You Want Me"
7. "Dirty Frog"
8. "Magic Melody"
9. "Pump Up The Jam"
10. "In The 80'"
11. "Pinocchio"
12. "Wonderland"
13. "Dallas (Theme)"
14. "The Pink Panther"
15. "Crazy Sounds (Acapella)"
16. "Axel F" (wideo)
17. "Popcorn" (wideo)

CD 2
1. "Jingle Bells"
2. "I Like To Move It"
3. "We Like To Party"
4. "Get Ready For This"
5. "Who Let The Frog Out"
6. "U Can't Touch This"
7. "Last Christmas"

## Certyfikaty
| Kraj            | Certyfikat  | Data              | Wielkość sprzedaży |
| --------------- | ----------- | ----------------- | ------------------ |
| Australia       | złoto       | 2005              | 35,000             |
| Belgia          | złoto       | 17 września 2005  | 25,000             |
| Kanada          | 2 x platyna | 27 lipca 2006     | 200,000            |
| Dania           | złoto       | 22 listopada 2005 | 15,000             |
| Finlandia       | platyna     | 2005              | 30,000             |
| Francja         | złoto       | 1 grudnia 2005    | 100,000            |
| Nowa Zelandia   | 3 x platyna | 9 stycznia 2006   | 45,000             |
| Portugalia      | 2 x platyna | 2005              | 40,000             |
| Szwecja         | platyna     | 22 grudnia 2004   | 40,000             |
| Szwajcaria      | złoto       | 2005              | 15,000             |
| Wielka Brytania | złoto       | 2 września 2005   | 100,000            |

## Pozycje na listach przebojów
| Lista (2005)                    | Pozycja |
| ------------------------------- | ------- |
| Australian ARIA Albums Chart    | 22      |
| Austrian Albums Chart           | 2       |
| Belgian (Flanders) Albums Chart | 2       |
| Belgian (Wallonia) Albums Chart | 2       |
| Danish Albums Chart             | 2       |
| Dutch Albums Chart              | 72      |
| SNEP - Francja                  | 4       |
| Finnish Albums Chart            | 1       |
| German Albums Chart             | 6       |
| Irish IRMA Albums Chart         | 13      |
| Italian FIMI Albums Chart       | 13      |
| New Zealand RIANZ Albums Chart  | 1       |
| Norwegian VG-lista Albums Chart | 16      |
| Portuguese Albums Chart         | 2       |
| Swedish Albums Chart            | 6       |
| Swiss Albums Chart              | 4       |
| UK Albums Chart                 | 5       |
| U.S. Billboard 200              | 19      |

| Lista (2005)                    | Pozycja |
| ------------------------------- | ------- |
| Australian Albums Chart         | 94      |
| Austrian Albums Chart           | 50      |
| Belgian (Flanders) Albums Chart | 22      |
| Belgian (Wallonia) Albums Chart | 12      |
| French Albums Chart             | 46      |
| Swiss Albums Chart              | 55      |